# ネディム・レミリ
ネディム・レミリ（Nedim Remili、1995年7月18日 - ）は、フランス・ヴァル＝ド＝マルヌ県クレテイユ出身のハンドボール選手。LNHディヴィジオン・アンのパリ・サンジェルマン・ハンドボール所属。

## 経歴
2013年にLNHディヴィジオン・アンのUSクレテイユHBへ加入。
2015-2016年はベストセブンや有望選手に選ばれた。同シーズン終盤にはパリ・サンジェルマンやFCバルセロナなど多くのオファーを受け、2016年3月にパリ・サンジェルマンと2020年までの契約を結んだ。
2017年の第25回世界選手権ではオールスターチーム（ベストセブン）に選ばれた。

## 詳細情報

### 年度別成績
| 年              | チーム          | 試合 | フィールド 得点 | 率   | 7m    | 合計    | 警告 | 退場 | 失格 |
| --------------- | --------------- | ---- | --------------- | ---- | ----- | ------- | ---- | ---- | ---- |
| 2012-13         | クレテイユ      | 12   | 20/42           | .476 | 0/0   | 20/42   | 1    | 0    | 0    |
| 2014-15         | クレテイユ      | 8    | 24/54           | .444 | 0/0   | 24/54   | 0    | 2    | 0    |
| 2015-16         | クレテイユ      | 23   | 127/229         | .555 | 1/2   | 128/231 | 9    | 13   | 0    |
| 2016-17         | PSG             | 24   | 72/138          | .522 | 5/6   | 77/144  | 3    | 14   | 0    |
| 2017-18         | PSG             | 25   | 108/194         | .557 | 2/5   | 110/199 | 10   | 18   | 0    |
| 2018-19         | PSG             | 26   | 122/204         | .598 | 4/8   | 126/212 | 4    | 11   | 0    |
| フランスD1：6年 | フランスD1：6年 | 118  | 473/861         | .549 | 12/21 | 485/882 | 27   | 58   | 0    |

- 各年度の太字はリーグ最高

### タイトル・表彰

#### LNHディヴィジオン・アン
- ベストセブン：1回 (2015年)
- 有望選手 (2015年)

#### その他
- 世界選手権オールスターチーム：1回 (2017年)